# Adiantum platyphyllum
Adiantum platyphyllum är en kantbräkenväxtart som beskrevs av Olof Peter Swartz. Adiantum platyphyllum ingår i släktet Adiantum och familjen Pteridaceae. Inga underarter finns listade.